# Аул
Аул (њем. Aull) општина је у њемачкој савезној држави Рајна-Палатинат. Једно је од 137 општинских средишта округа Рајн-Лан. Према процјени из 2010. у општини је живјело 465 становника. Посједује регионалну шифру (AGS) 7141005.

## Географски и демографски подаци
Аул се налази у савезној држави Рајна-Палатинат у округу Рајн-Лан. Општина се налази на надморској висини од 115 метара. Површина општине износи 2,2 km². У самом мјесту је, према процјени из 2010. године, живјело 465 становника. Просјечна густина становништва износи 213 становника/km².